# Садовий Зіновій Миколайович
Зіно́вій Микола́йович Садовий (10 квітня 1974, Тучне — 17 червня 2022, Богородичне) — український військовослужбовець, солдат 80 ОДШБр Збройних сил України, учасник російсько-української війни.

## Біографія
Зіновій Садовий народився 10 квітня 1974 року в селі Тучне Львівської області. У 1991 році закінчив Перемишлянський професійний ліцей за спеціальністю столяр. Проходив військову службу в саперних військах у місті Новограді-Волинському.
У мирний час певний період працював за кордоном, а також на підприємствах «Електроконтакт-Україна» та «Агрофірма „Дзвони“».
Із початком повномасштабного вторгнення пішов добровольцем на війну. Проходив службу у лавах 80-ї окремої десантно-штурмової бригади Десантно-штурмових військ Збройних Сил України.
Зіновій Садовий загинув 17 червня 2022 року поблизу населеного пункту Богородичне, Донецької області, внаслідок артобстрілу.
Залишилися син, донька, невістка, онука, сестри, брат та тітка.

## Місце поховання
Поховали Героя на Меморіальному комплексі Героїв України у місті Львів.

## Нагороди
- Орден «За мужність» III ступеня (23 грудня 2022, посмертно) — за особисту мужність і самовідданість, виявлені у захисті державного суверенітету та територіальної цілісності України, вірність військовій присязі[1].

## Меморіали
24 лютого 2023 року було відкрито пам'ятний меморіал у місті Перемишляни. Для вшанування Героя 24 серпня 2023 року відкрито пам'ятну скульптуру у рідному селі Тучне.
|                        |
| Пам'ятник у селі Тучне |

|                                        |
| Пам'ятний Меморіал у місті Перемишляни |

|                 |
| Місце поховання |